# 訊報 (印度尼西亞)
印度尼西亚《讯报》（XunBao）创刊于2007年5月21日，总部设在印尼第三大城市棉兰，由棉兰华人企业家林荣胜创办，由PT. Abdi Wibawa Press出版。

## 簡介
《讯报》是一份面向苏北省当地华人，以报道当地和大中华区域新闻为主的日报，为苏门答腊岛第一大华文报纸、全印尼主流华文报刊之一，日销量逾1万2000份。

## 媒体合作
《光华日报》为陪伴《讯报》长大的主要合作伙伴。在前者倾力协助之下，才得以完成创刊。《讯报》创刊后，《光华日报》除了教导编辑们如何编版的工作，同时每天也提供4至5版的版位给《讯报》，直到该报的编辑开始熟悉为止。2011月5月，香港文汇報與印度尼西亞《訊報》合作，推出「香港文匯報印尼專版」，每日5版，發行量1.1萬份，主要報道大中華財經新聞、中國內地、港澳台地區的新聞深度解讀。2017年，以《讯报》创刊十周年作为新起点，南方报业与《讯报》建立战略合作关系，通过“今日广东”全球落地版面、“今日广东”国际供稿中心、海外华文媒体培训实习基地等一系列重点项目，助力印尼《讯报》融合发展。

## 宗旨
其办报宗旨是：以华文传播最快最新信息，为传承和发扬华夏文化而努力。 